# Žďár (vojenský újezd Hradiště)
Žďár (německy Saar) je zaniklá vesnice ve vojenském újezdu Hradiště v okrese Karlovy Vary v Karlovarském kraji. Stávala v Doupovských horách asi čtyři kilometry severovýchodně od Doupova a dvanáct kilometrů jihozápadně od Kadaně v nadmořské výšce 490 metrů.

## Název
Jméno Žďár označuje místo, na kterém byl vymýcen a vypálen les. V historických pramenech se objevuje ve tvarech: de Zar (1295), Zahar (1352), Zahor (1369), Zdyar (1384), Saher (1396), Zdar (1405), ze Žďára (1431), Zaher (1435), ze Žďáru (1510), ze Zdiaru (1618), Sahr (1652), Žďár (1654), Saar nebo Sars a Zara (1785), Saar, Ždiar, Zdiar a Zachař (1847) a Žďár a Saar (1848).

## Historie
První písemná zmínka o vesnici je z roku 1295, ale v německé regionální literatuře ze začátku dvacátého století se uvádí, pravděpodobně nesprávně, už rok 1196. Žďárský zámek, a před ním tvrz, býval centrem panství, které až do poloviny sedmnáctého století patřilo šlechtickému rodu Žďárských ze Žďáru. Po nich se mezi vlastníky vystřídali Příchovští z Příchovic, Nosticové a řada dalších majitelů.
Žďár byl po Doupovu nejvýznamnější obcí bývalého soudního okresu Doupov. V roce 1714 byla ve vsi otevřena škola, která v osmdesátých letech devatenáctého století získala novou budovu. Počet domů se mezi roku 1785 a 1847 zvýšil z 82 na sto, ve kterých žilo 606 obyvatel včetně sedmi židovských rodin. Ve vsi nebo v její blízkosti stával pivovar, palírna, dvě hospody, poplužní dvůr s ovčínem, myslivna, puškařská dílna a Vosí mlýn. Od roku 1872 ve vsi byla pošta. Koncem devatenáctého století měla škola tři třídy a na začátku dvacátého století ve vesnici fungovala pila, tři mlýny a na železniční trati Vilémov–Doupov stála stanice Hluboká – Žďár. Koncem druhé světové války ve vsi roku 1945 žilo 451 obyvatel, ale po vysídlení Němců se jejich počet snížil na 105.
Žďár zanikl vysídlením v důsledku zřízení vojenského újezdu. Vesnice byla úředně zrušena 15. května 1954.

## Přírodní poměry
Žďár stával v katastrálním území Žďár u Hradiště v okrese Karlovy Vary, asi čtyři kilometry severozápadně od Kadaňského Rohozce. Nacházel se v nadmořské výšce okolo 480 metrů u Žďárského potoka, který se jihovýchodně od zaniklé vsi vlévá do Liboce. Oblast leží v severovýchodní části Doupovských hor, konkrétně v jejich okrsku Jehličenská hornatina, která na východním okraji vesnice přechází do Rohozecké vrchoviny. Půdní pokryv tvoří v širším okolí kambizem eutrofní.
V rámci Quittovy klasifikace podnebí Žďár stál v mírně teplé oblasti MT3, pro kterou jsou typické průměrné teploty −3 až −4 °C v lednu a 16–17 °C v červenci. Roční úhrn srážek dosahuje 600–750 milimetrů, počet letních dnů je 20–30, počet mrazových dnů se pohybuje od 130 do 160 a sněhová pokrývka zde leží 60–100 dnů v roce.

## Obyvatelstvo
Při sčítání lidu v roce 1921 zde žilo 578 obyvatel (z toho 281 mužů), z nichž bylo pět Čechoslováků, 563 Němců, devět Židů a jeden cizinec. Kromě devíti židů se hlásili k římskokatolické církvi. Podle sčítání lidu z roku 1930 měla vesnice 557 obyvatel: 29 Čechoslováků a 528 Němců. Stále výrazně převažovala římskokatolická většina, ale žili zde také tři evangelíci, tři členové církve československé a čtyři židé.
|           | 1869 | 1880 | 1890 | 1900 | 1910 | 1921 | 1930 | 1950 |
| --------- | ---- | ---- | ---- | ---- | ---- | ---- | ---- | ---- |
| Obyvatelé | 652  | 644  | 653  | 590  | 577  | 578  | 557  | 171  |
| Domy      | 101  | 112  | 110  | 112  | 108  | 108  | 108  | 79   |

## Obecní správa
Po zrušení patrimoniální správy se Žďár stal obcí v okrese Kadaň, ke které patřily osady Maleš, Hluboká a od roku 1868 Žebletín. V roce 1874 se Žebletín opět osamostatnil a Hluboká s Maleší k němu byly přičleněny jako osady. Samotná obec Žďár byla roku 1945 zrušena a vesnice připojena k Olešce.

## Pamětihodnosti
- Dominantou vesnice býval čtyřkřídlý zámek vzniklý přestavbou původní gotické tvrze. Zámek v roce 1963 vyhořel a nebyl obnoven.[3]
- Starší kostel Narození Panny Marie byl roku 1770 zbořen a na jeho místě nechali Nosticové postavit nový.[3]